# Tuna (Eskilstuna)

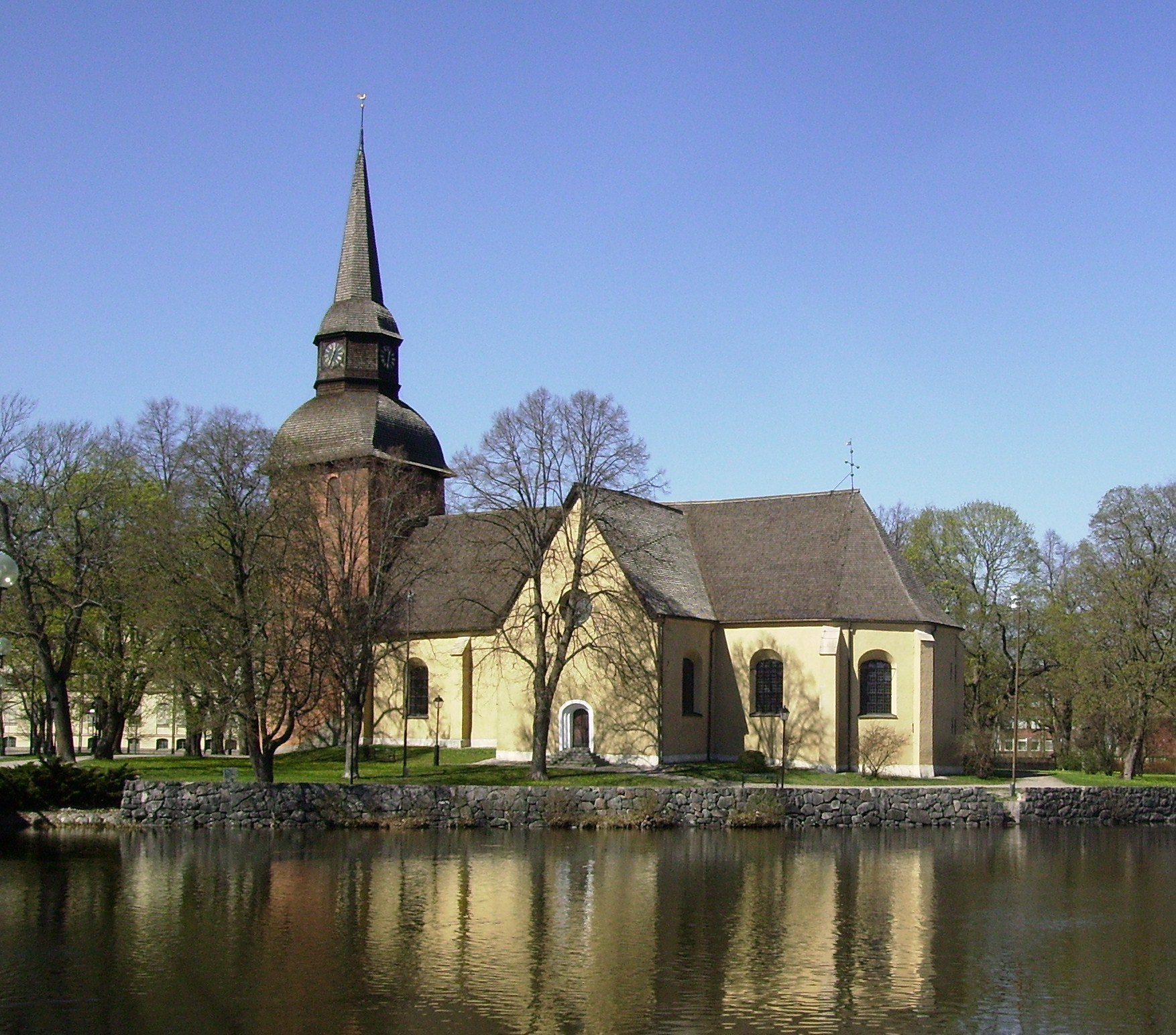
Fors kyrka i den sydvästra delen av Tuna.

Tuna var det område där det centrala Eskilstuna nu ligger. Inom området Tuna låg bland annat kyrkan Fors, byn Tunafors, Gamla Staden, Fristaden och Carl Gustafs stad. Inom Tuna fanns även missionären Sankt Eskils stiftskyrka, som senare blev kloster och ännu senare blev Eskilstunahus slott. Ingenting av detta finns idag kvar utan hyser istället Eskilstunas kyrkogård. Området hade två församlingar, Fors församling och Kloster församling. Kloster församling hade från rivningen av klostret ingen kyrka förrän under början av 1900-talet då Kloster kyrka byggdes. Då Tuna fick stadsrättigheter inkorporerades "Eskil" i namnet Tuna och benämningen Eskilstuna blev till.